# Paramount Network (Brasil)
Paramount Network Brasil é um canal de TV por assinatura lançado em 14 de novembro de 2014 e pertencente a Paramount Networks Americas que exibe entre sua programação filmes e series originais da Paramount Pictures. É a versão brasileira da Paramount Network no Brasil. Sua sede está localizada na cidade de São Paulo, onde há um escritório da Paramount Global. O canal básico possui versões em HD e SD e tem a programação composta por longa metragens de seu acervo e alguns lançamentos um pouco mais recentes, além de séries conhecidas e premiadas como The Handmaid's Tale, Orange is the New Black e House of Cards.
Segundo Bakish, o que difere o canal Paramount dos demais é o fato dela ser proprietária dos direitos de grande parte do conteúdo, o que permite uma maior exploração dos mesmos em outros tipos de plataformas.
O canal foi lançado no dia 14 de novembro de 2014, substituindo o VH1 Brasil. Já o VH1 HD permaneceu disponível no país somente nas operadoras NET e Claro TV até o dia 6 de outubro de 2020, quando foi substituído pelo VH1 Europe e, posteriormente pelo MTV 00s. Em 14 de abril de 2020, passou a se chamar Paramount Network, alinhando-se com a marca da Paramount Network, anteriormente conhecido como Spike.

## Lançamento no Brasil
O canal foi lançado pela Viacom no dia 14 de novembro de 2014, substituindo o canal VH1 Brasil. As principais operadoras do país NET, Oi TV, Algar TV, TVN, Vivo TV, Claro TV e Sky possuem o Paramount Channel Brasil.
A voz padrão do canal no Brasil é do locutor Paulo Ivo, que também foi uma das vozes do canal MTV Brasil enquanto pertencia ao Grupo Abril.
Estreou na NET em 12 de dezembro, substituindo o MGM Channel. Na Claro TV, o canal estreou no mesmo dia, substituindo o VH1 Brasil no sinal SD e HD. Nesse mesmo dia, a VH1 Brasil foi totalmente descontinuada no Brasil.
No dia 14 de novembro, o canal VH1 exibiu sua programação normal até às 08:59. A partir das 09:00 da manhã, entrou no ar um trecho de um dos filmes da saga Star Trek, já sem o logotipo do canal VH1 e no seu lugar as inscrições ''Paramount Channel Faltam 09:00'', seguido de alguns videoclipes - como se fosse uma playlist de trilhas sonoras de filmes - e mais trechos do filme. Algumas horas depois, começou a exibir comerciais do novo canal e continuou exibindo videoclipes de músicas que foram trilhas sonoras de filmes. Às 18:00, o canal abre sua programação com o filme Top Gun - Ases Indomáveis.

## História
A emissora já foi lançada na Espanha, Hungria, Romênia, França e Rússia, e agora chega ao Brasil, bem como ao restante da América Latina. Roberto Bakish ressaltou a importância do Brasil no mercado internacional e que a Viacom deve produzir cerca de 500 horas de conteúdo por aqui neste ano. É o primeiro canal da ViacomCBS Networks Americas a ser lançado oficialmente no Brasil.

## Catálogo do canal
Além de como o nome do canal já diz ''Paramount Network'', filmes do estúdio são exibidos na maior parte dos dias mas, filmes de outros estúdios independentes também. Também exibem filmes das produtoras de cinema Sony Pictures Entertainment, Metro-Goldwyn-Mayer (incluindo co-produções como O Hobbit) e Universal Studios (incluindo catálogo da Dreamworks Animation, ex-parceira da Paramount, filmes como: os quatro filmes de Shrek, os três filmes de Madagascar, além de O Caminho para El Dorado, Spirit - O Corcel Indomável, Sinbad - A Lenda dos Sete Mares entre outros). Atualmente a Paramount Pictures também distribui filmes produzidos pelos estúdios Nickelodeon Movies e MTV Films que também pertencem a ViacomCBS, além do catálogo da Miramax (que a ViacomCBS comprou em 2020), que inclui o catálogo pré-2005 da Dimension Films. Já os filmes brasileiros, podemos ver no Paramount Channel Brasil filmes como: Lula, o Filho do Brasil, Última Parada 174, e também os filmes atuais do cinema que a Paramount Pictures vem coproduzindo no Brasil como: O Candidato Honesto, Loucas pra Casar, Irmã Dulce, entre outros.